# أقرقاية (جرغلان)
أقرقایة (بالفارسية: اقرقایه) هي قرية تقع في إيران في قسم جرغلان الريفي. يقدر عدد سكانها بـ 562 نسمة بحسب إحصاء 2016.